# Tranvía de Zaragoza
El Tranvía de Zaragoza es un sistema de tranvía que da servicio a la ciudad española de Zaragoza, en Aragón. Fue inaugurado el 19 de abril de 2011 y consta de una única línea (línea 1). Su trazado consta de 25 estaciones y 12,8 km, atravesando la ciudad de norte a sur. El recorrido conecta los distritos periféricos con el centro de la capital y también con la red de Cercanías Zaragoza y de bus urbano. 
Fue la octava red de tren ligero de España en ser inaugurada, tras las de Alicante, Bilbao, Barcelona, Tenerife, Madrid, Murcia y Sevilla. El material rodante está compuesto de 22 tranvías modelo Urbos, con una longitud de 32 metros y con capacidad para 210 viajeros. Circulan a una velocidad máxima de 70 km/h en vía de ancho internacional.
Aunque se han planteado anteproyectos para la ampliación de la red con la creación de una nueva línea L2 que atravesaría la ciudad en el  eje este-oeste desde los distritos de Las Fuentes y de San José al de Las Delicias, el ayuntamiento ha paralizado la propuesta.

## Historia

### La red original

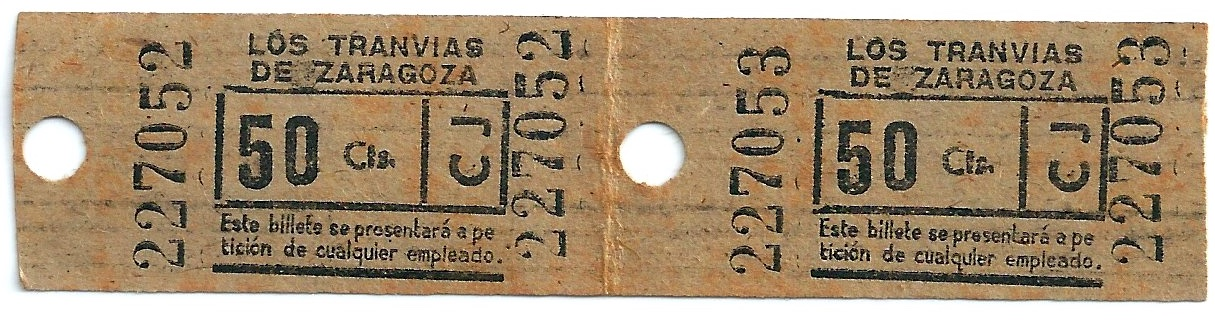
Billete de la empresa Los Tranvías de Zaragoza, que prestó el servicio desde 1885 hasta su sustitución en 1972 por TUZSA.

Zaragoza disponía de una red de tranvías desde 1885, en un principio de tracción animal. La primera línea se inauguró el 19 de octubre de 1885, coincidiendo con la II Exposición Aragonesa de Productos de la Agricultura, de la Industria y de las Artes que se instaló en el edificio del nuevo Matadero proyectado por Ricardo Magdalena. Llevaba el disco BAJO ARAGÓN. La primera línea electrificada, la de TORRERO, se inaugura en 1902, cuando la ciudad ya contaba con cinco líneas principales y una secundaria. La red, que se expandió rápidamente, tenía una distribución radial con centro en la plaza de la Constitución, actual plaza de España. Esta red alcanza su auge en los años 50, mientras que en los años 60 comienza a decaer con la aparición de las primeras líneas de autobús. En su momento de apogeo, en 1952, coexistían en Zaragoza 14 líneas (numeradas de la 1 a la 16, excepto la 6 que había sido clausurada en 1943, y las líneas 3 y 5 que se habían unificado en 1942 como línea 3/5, y simplemente 5 a partir de 1952). En marzo de 1957 se inaugura la línea 17 Las Fuentes.
| Línea    | Recorrido                       |
| -------- | ------------------------------- |
| Línea 1  | Bajo Aragón                     |
| Línea 2  | Madrid                          |
| Línea 3  | Delicias                        |
| Línea 4  | Arrabal                         |
| Línea 5  | Torrero / Venecia-Delicias      |
| Línea 6  | Magdalena-Mercado               |
| Línea 7  | Ayuntamiento-Portillo           |
| Línea 8  | Cementerio / Pinares de Venecia |
| Línea 9  | Gállego                         |
| Línea 10 | Academia / Arrabal-Academia     |
| Línea 11 | Parque / Parque-San José        |
| Línea 12 | Barrio Jesús                    |
| Línea 13 | San José                        |
| Línea 14 | Barrio Oliver                   |
| Línea 15 | Casablanca                      |
| Línea 16 | Portazgo San Lamberto           |
| Línea 17 | Las Fuentes                     |

Progresivamente, el autobús fue ganando terreno frente al tranvía y sustituyéndolo. El último tranvía circuló el 23 de enero de 1976, cuando desaparece la última línea de Los Tranvías de Zaragoza (Parque-San José) y la empresa cambia el nombre a TUZSA.

### Línea 1
El grupo municipal de Chunta Aragonesista en el Ayuntamiento de Zaragoza propuso en 1994 un cambio en el Plan General de Ordenación Urbana con el fin de que la ciudad previera una reserva de suelo público para la incorporación de esta nueva infraestructura. La propuesta fue aprobada en pleno municipal. En los años 2000, el ayuntamiento de Zaragoza encarga la elaboración de un Plan de movilidad sostenible de la ciudad, que incluye un Plan intermodal de transportes del área de Zaragoza. Este plan, concebido como un estudio técnico, fue elaborado por la empresa Equipo de Técnicos en Transporte y Territorio S.A. y sus beneficiarios son a partes iguales el ayuntamiento de Zaragoza y la Diputación General de Aragón. El objetivo era resolver los problemas de movilidad de la ciudad y su entorno, que empezaba a congestionarse. En 2005, con Antonio Gaspar a la cabeza, entonces Teniente de Alcalde de Urbanismo, el Ayuntamiento firmó un acuerdo con el Gobierno Central y Autonómico para la implantación del tranvía y una red de cercanías para la ciudad.
Se pensaron varias soluciones, como la instalación de un sistema de Metro subterráneo, que estuvo a punto de hacerse realidad, cuando se descubrieron ruinas romanas y hubo varios problemas técnicos al empezar la construcción.
El borrador del PIT se presenta en septiembre de 2006. Las principales novedades que presenta son el desarrollo de una línea de cercanías y otra de tranvía o metro ligero. Además se incluyen cambios en la red de autobuses para hacerla más eficiente y coordinarla con las nuevas líneas férreas, y se promueve la construcción de carriles bus. El tranvía previsto en el plan consistía en una línea para 2010 y su ampliación en 2015.
De forma paralela, el 1 de julio de 2005 se encargó el estudio de viabilidad y anteproyecto de la línea de tranvía norte-sur a la unión temporal de empresas formada por Urbantran e Iberinsa, que sembró las bases del posterior desarrollo del tranvía. El estudio de viabilidad fue sometido a Información Pública y aprobado por el Ayuntamiento de Zaragoza el 21 de julio de 2006, mientras que el día 23 de marzo de 2007 se aprobó el anteproyecto.
El proyecto de la primera fase del tranvía se encargó a la unión temporal de empresas formada por Ingerop, Ayesa y Sering. Se presentó por primera vez el 18 de enero de 2008, y fue aprobado en pleno el 4 de noviembre de 2008. Para entonces su construcción ya estaba decidida, ya que fue aprobada en pleno el 25 de julio de 2008 con el apoyo del PSOE, CHA, IU, y PAR.

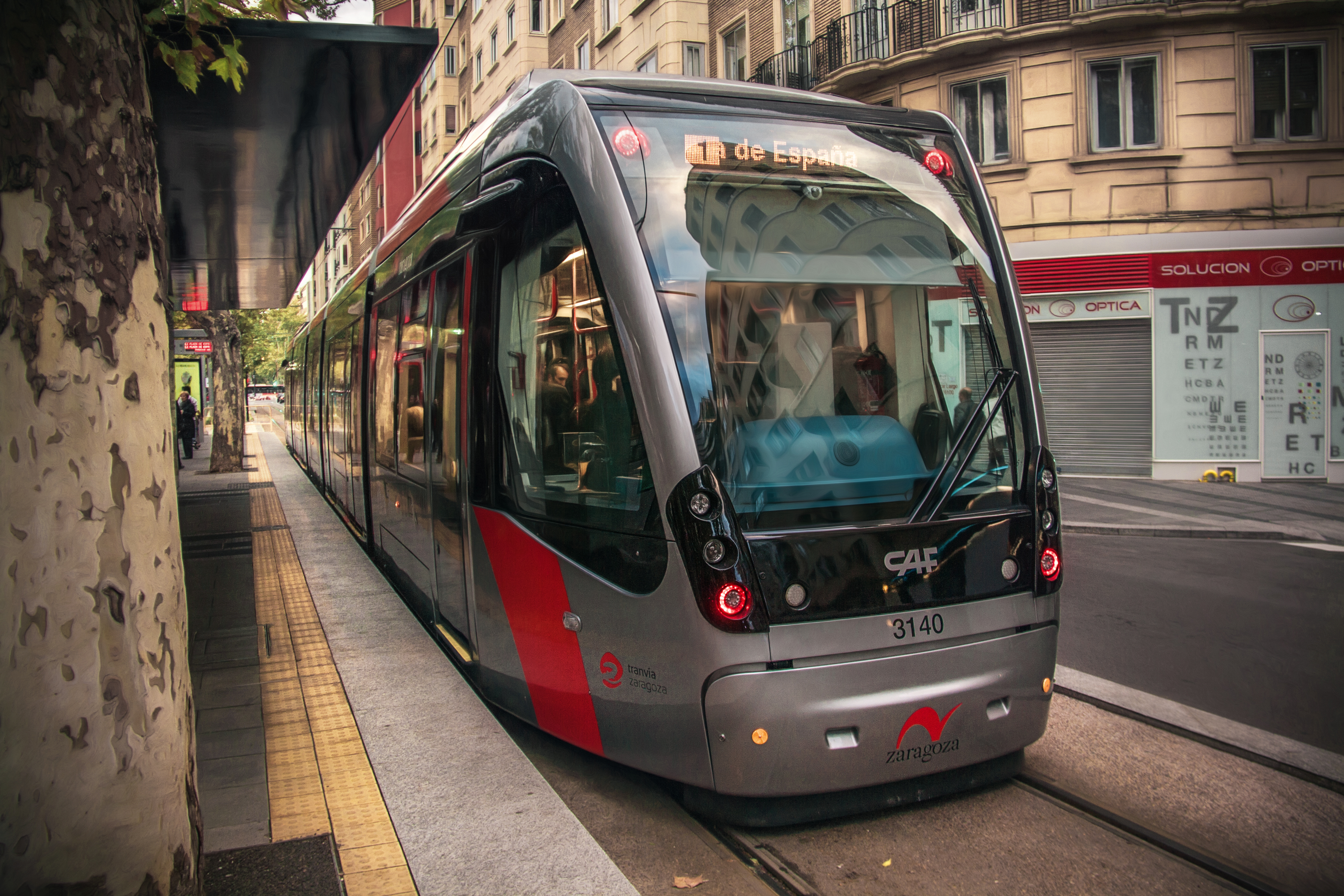
Tranvía de la línea 1 en dirección Plaza de España

La financiación se aprobó el 14 de enero de 2009, el desembolso es de 400 millones de euros, de los que 130 son aportados por el gobierno de Aragón y el ayuntamiento de Zaragoza. Se convocó un concurso para la construcción de la primera línea al que se presentaron dos consorcios (liderados por CAF y Alstom respectivamente) y un tercero mostró interés (liderado por Iridium, parte del grupo ACS). Finalmente el 10 de julio de 2009 se adjudica la obra y explotación al consorcio compuesto por CAF (25 %), TUZSA (25 %), FCC (16,6 %), Acciona (16,6 %), Ibercaja (11,8 %) y Concessia (5 %), y denominado TRAZA. Las obras comenzaron el 19 de agosto de 2009.
Las pruebas sin pasajeros de la primera fase comenzaron el 1 de noviembre de 2010. El 18 de febrero de 2011, comenzó la marcha en blanco, pruebas en vacío simulando un día normal; a partir del 4 de abril comenzaron las pruebas con viajeros, que accedían mediante billetes sin coste; y el 19 de abril se inauguró oficialmente. La Línea 1 del Tranvía de Zaragoza obtuvo el Primer Premio al Mejor Proyecto de Integración Urbana, que le otorgó la Asociación Internacional de Transporte Público (UITP). Además en marzo de 2012 se hizo público que en menos de un año alcanzó los 10 millones de usuarios.
En octubre de 2012, fue galardonado con el «Light Rail Awards 2012» al Mejor Proyecto Mundial del Año (Worldwide Proyect of the Year). En el mismo mes del año siguiente, fue premiado con el premio Obras Cemex Internacional, en la categoría de Infraestructuras y Urbanismo. El día 10 de ese mismo mes recibió en París el Premio Europeo de la Movilidad “Ville, Rail & Transports”, considerado una de las referencias internacionalmente más destacadas en el ámbito de la movilidad urbana.
En marzo de 2014, un año después de la puesta en circulación por completo de la Línea 1, el tranvía había transportado a más de 48 millones de pasajeros. En el mes de diciembre de ese mismo año, se superó en siete ocasiones y en días laborables la barrera de 100.000 pasajeros diarios.
En cuatro años (dos años después de cumplirse el servicio de recorrido completo) había sido usado por más de 75 millones de pasajeros.
En diez años (2011-2021), el tranvía ha transportado a 226,5 millones de viajeros.

## Red actual
La red se compone de las siguientes líneas:
| Línea | Recorrido                           | Inauguración        | Longitud | Frecuencia | Estaciones |
| ----- | ----------------------------------- | ------------------- | -------- | ---------- | ---------- |
|       | Mago de Oz ↔ Avenida de la Academia | 19 de abril de 2011 | 12,8 km  | 5-10'      | 32         |

## Material rodante

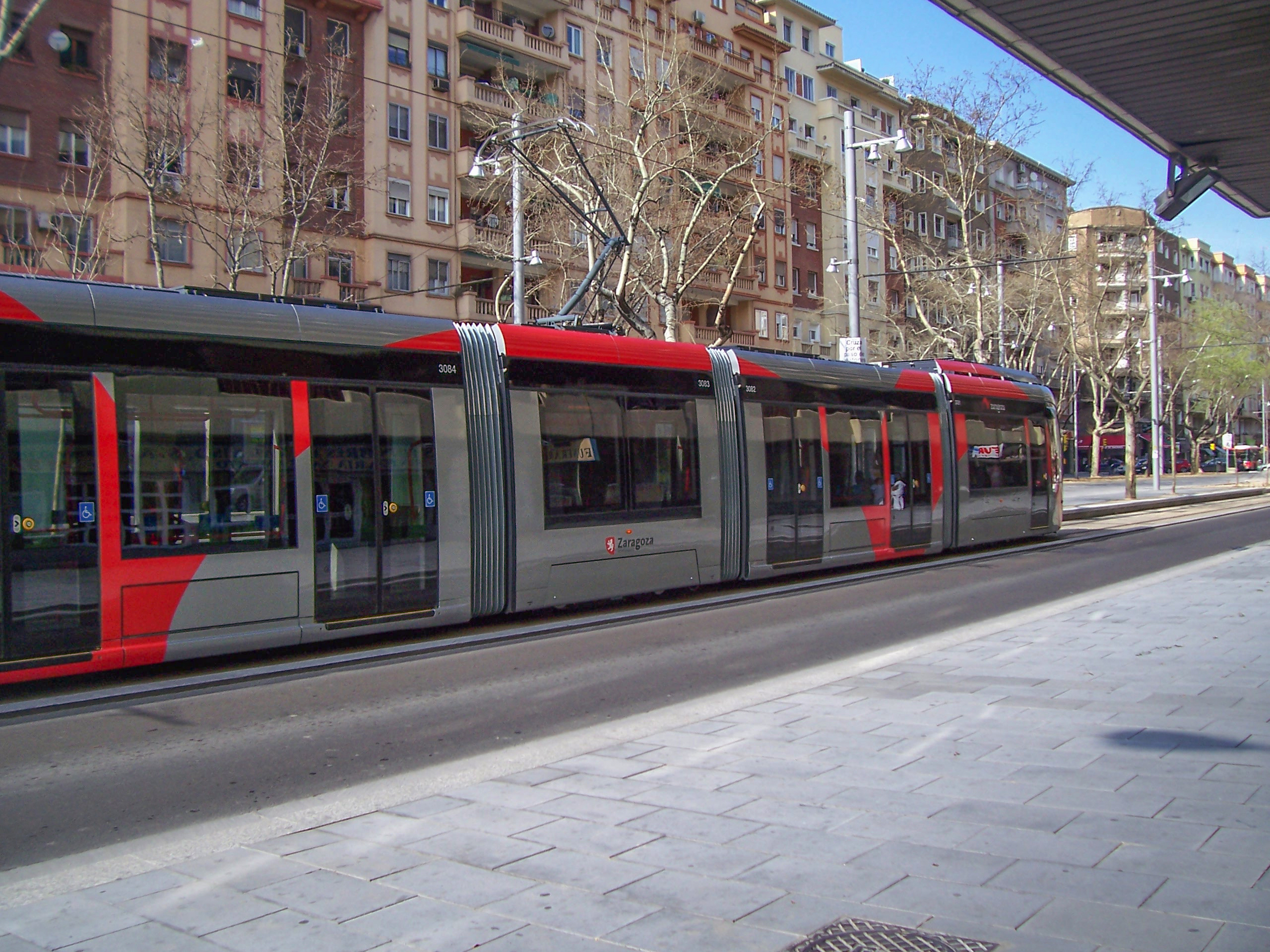
Urbos 3 en la parada de Emperador Carlos V.

El consorcio que se hizo cargo de la construcción y explotación del tranvía optó por el modelo Urbos 3 del constructor ferroviario español CAF. Cada una de las unidades tiene una longitud total de 33 m (5 módulos) ampliables a 43 m (7 módulos), una anchura de 2,65 m y una altura de 3,2 m. Tiene una capacidad de 200 plazas, de las cuales 146 son plazas de pie (3,5 personas por m²) y 54 son asientos.
Recientemente se han adquirido dos unidades más del modelo CAF Urbos 100, puestas en servicio el 9 de julio de 2024. 
Estas unidades fueron sufragadas a través de los Fondos Europeos, permitiendo ampliar la flota a 23 tranvías. Con capacidad para 194 personas, incorpora más visibilidad en cabina, la mejora en eficiencia de las baterías, iluminación de tipo LED y puertos USB para cargar dispositivos electrónicos. 

### Alimentación sin hilo

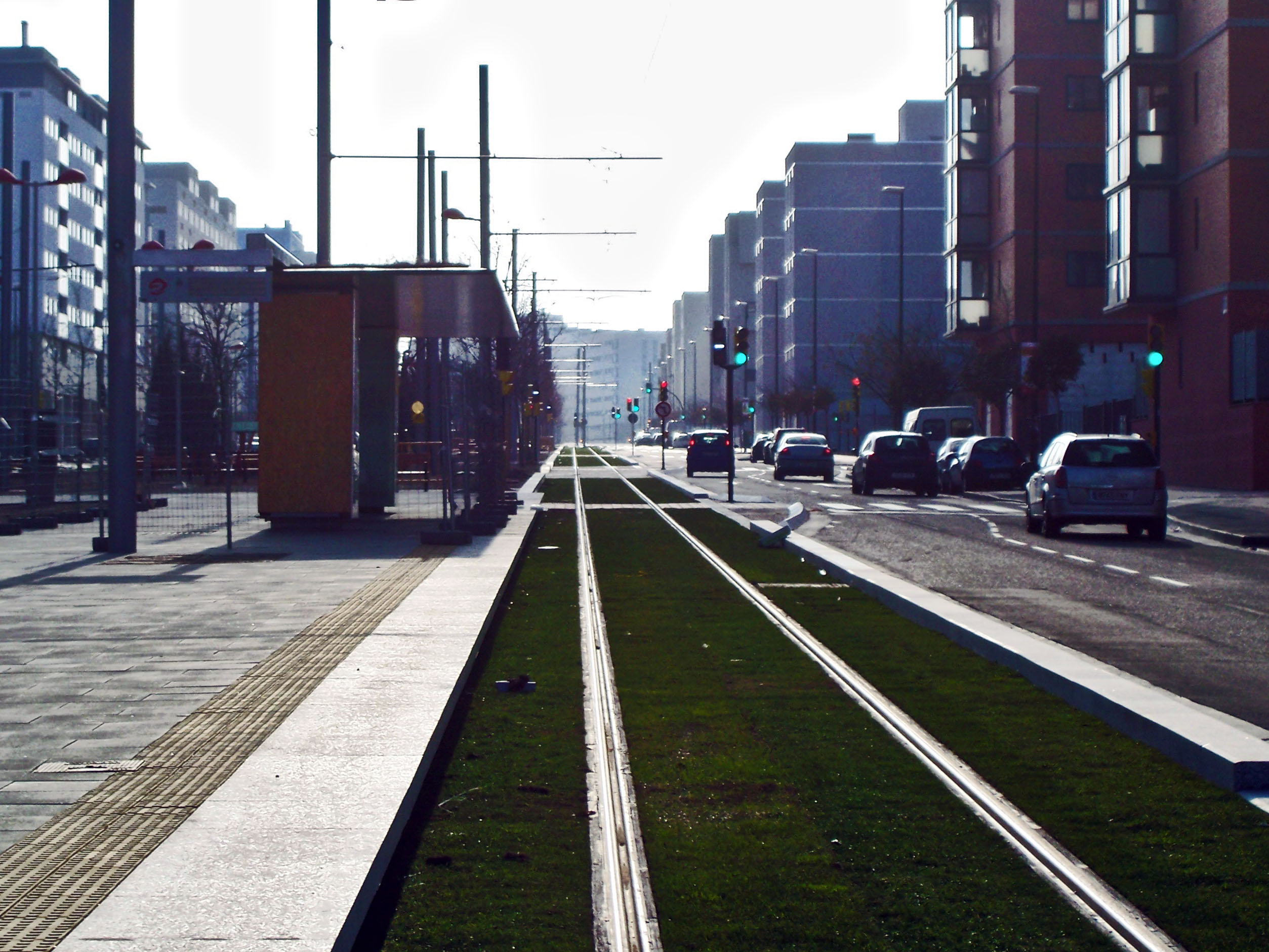
Tramo con alimentación mediante hilo tranviario.

Los promotores del tranvía exigieron que el proyecto presentado no utilizara hilo aéreo en el centro histórico (concretamente en el tramo plaza Paraíso-Murallas) para evitar el supuesto impacto estético que implica este sistema. Los dos fabricantes que se presentaron a concurso disponían de sistemas que permiten circular a los tranvías sin hilo: APS en el caso de Alstom y ACR en el caso de CAF.
Al resultar elegido el modelo Urbos 3 de CAF el sistema implantado fue el ACR, que acumula en unos ultracondensadores de alta tecnología la energía suficiente como para llegar de una parada a la siguiente. Los ultracondensadores se cargan a través de la recuperación de la energía de frenado y la conexión a la red eléctrica en las paradas.

## Ventajas e inconvenientes
El tranvía es un proyecto promovido por el equipo de gobierno del Ayuntamiento de Zaragoza y apoyado por la mayoría de los grupos políticos presentes en él, desde antes de las elecciones municipales de 2007. Los defensores del tranvía de Zaragoza argumentan que el tranvía es un transporte rápido (21 km/h de media y con prioridad semafórica en gran parte del recorrido), accesible (al estar en superficie y al nivel de la acera), silencioso (al ser de tracción eléctrica y con materiales ligeros), positivo para el entorno urbano (al eliminar tráfico rodado y traer consigo reformas urbanas), reducción del espacio ocupado en comparación con el vehículo privado y ecológico (al ser un transporte libre de emisiones y no generar CO2 ni otros gases de efecto invernadero in situ).
Durante su construcción, surgieron protestas sobre el proyecto entre diversos colectivos, tanto de vecinos, como de comerciantes, algunas de ellas referidas únicamente a aspectos del desarrollo de las obras. Aunque aparecieron plataformas en Internet contra el proyecto, conforme avanzaban las obras las protestas fueron desapareciendo. Los detractores del tranvía argumentan los siguientes motivos:
- Un coste excesivo (alrededor de 2000 euros por familia) que deberá pagarse durante cerca de 30 años[40] (mantenimiento aparte) y que, de facto, retrasa por años o décadas la construcción de una red de metro (Zaragoza es la mayor ciudad de España que no dispone de ninguna línea de metro subterráneo).
- El impacto de las obras en el pequeño comercio, provocando una menor afluencia de clientes durante las mismas (obligando a algunos comercios a cerrar).[41]
- El impacto de la línea en el comercio del centro, ya que al ser más complicado acceder con el vehículo privado se dificulta el transporte de bolsas o paquetes hasta los domicilios (en el Mercado Central, el descenso de ventas se estima en torno a un 40%).[42]
- Reducción de plazas de aparcamiento en superficie para vehículos particulares[43] (tanto de residentes como de trabajadores o de compradores) y reducción de espacios de carga y descarga.
- Rigidez del recorrido ante incidencias. El tranvía no puede circular por cualquier calle, tan solo puede circular por donde se han instalado los correspondientes raíles y catenarias. Esto provoca que, ante cualquier incidente, el servicio quede cortado donde se produce la avería o el accidente,[44] produciendo un aumento de los transbordos y del tiempo de desplazamiento de los usuarios.

## Billetes
En el tranvía se pueden utilizar billetes sencillos y abonos de 30, 90 y 365 días. También es válida la tarjeta recargable denominada Bus-Tranvía, que permite el trasbordo gratuito en 1 hora con líneas de Avanza Zaragoza y del ayuntamiento. Existe otra tarjeta recargable llamada Interbús, que permite un único transbordo en 1 hora con bus urbano (de Avanza Zaragoza y del ayuntamiento) e interurbano (del CTAZ). Los abonos de 90 y 365 disponen de descuento con Carnet Joven. La Tarjeta Ciudadana permite el acceso gratuito a varios servicios municipales, como museos, BiZi, autobús urbano.
Como abono para los turistas se puede usar la Zaragoza Card, con descuentos para diversos servicios como museos, hoteles, visitas guiadas, restaurantes.
Los billetes sencillos se pueden adquirir en las máquinas situadas en las marquesinas. Las tarjetas en las oficinas correspondientes a la empresa gestora de cada tarjeta. Además, se pueden recargar los diferentes títulos en la máquina citada anteriormente y dentro del tranvía.

## Imágenes

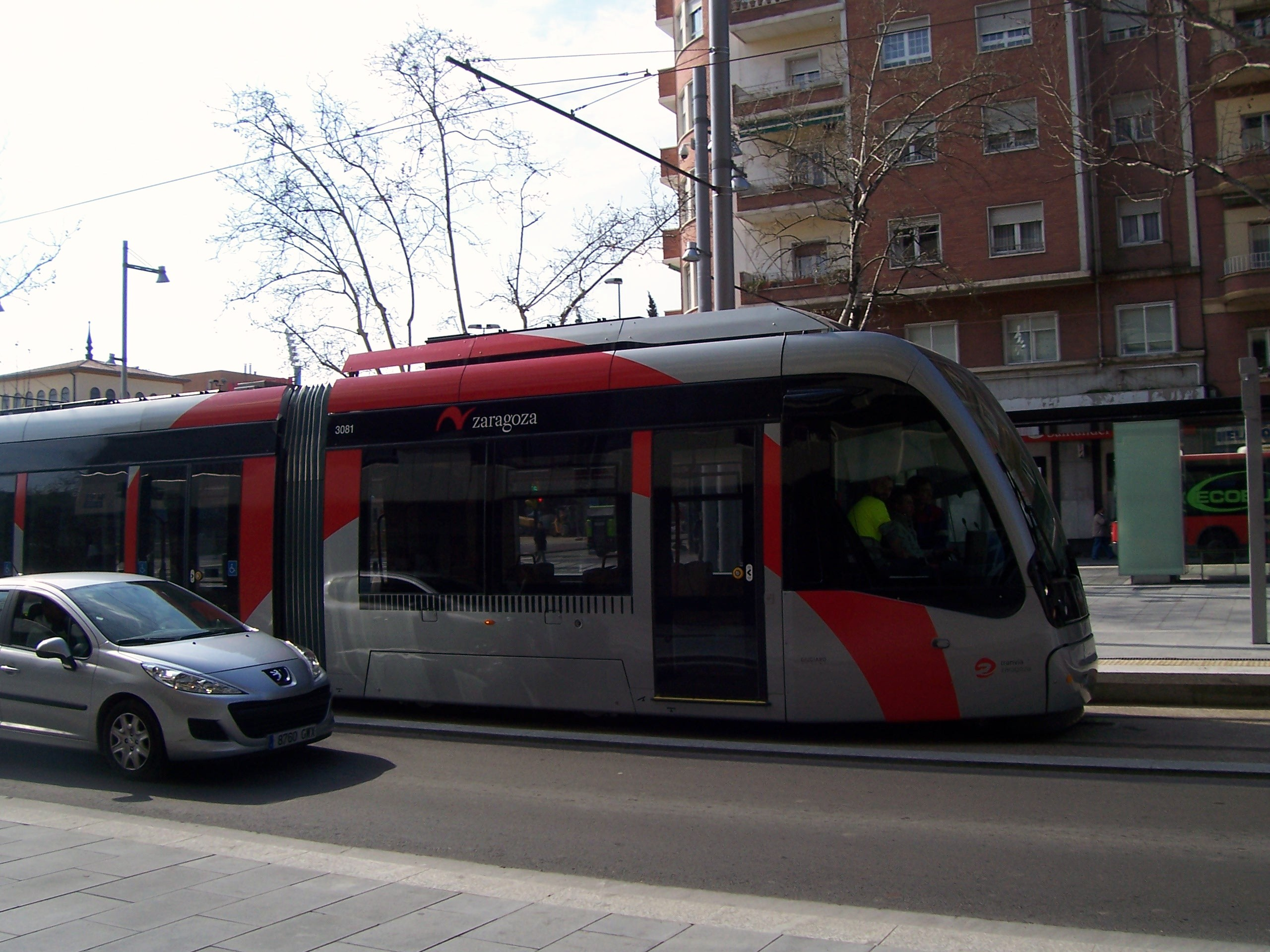
Tranvía en la parada de Emperador Carlos V.
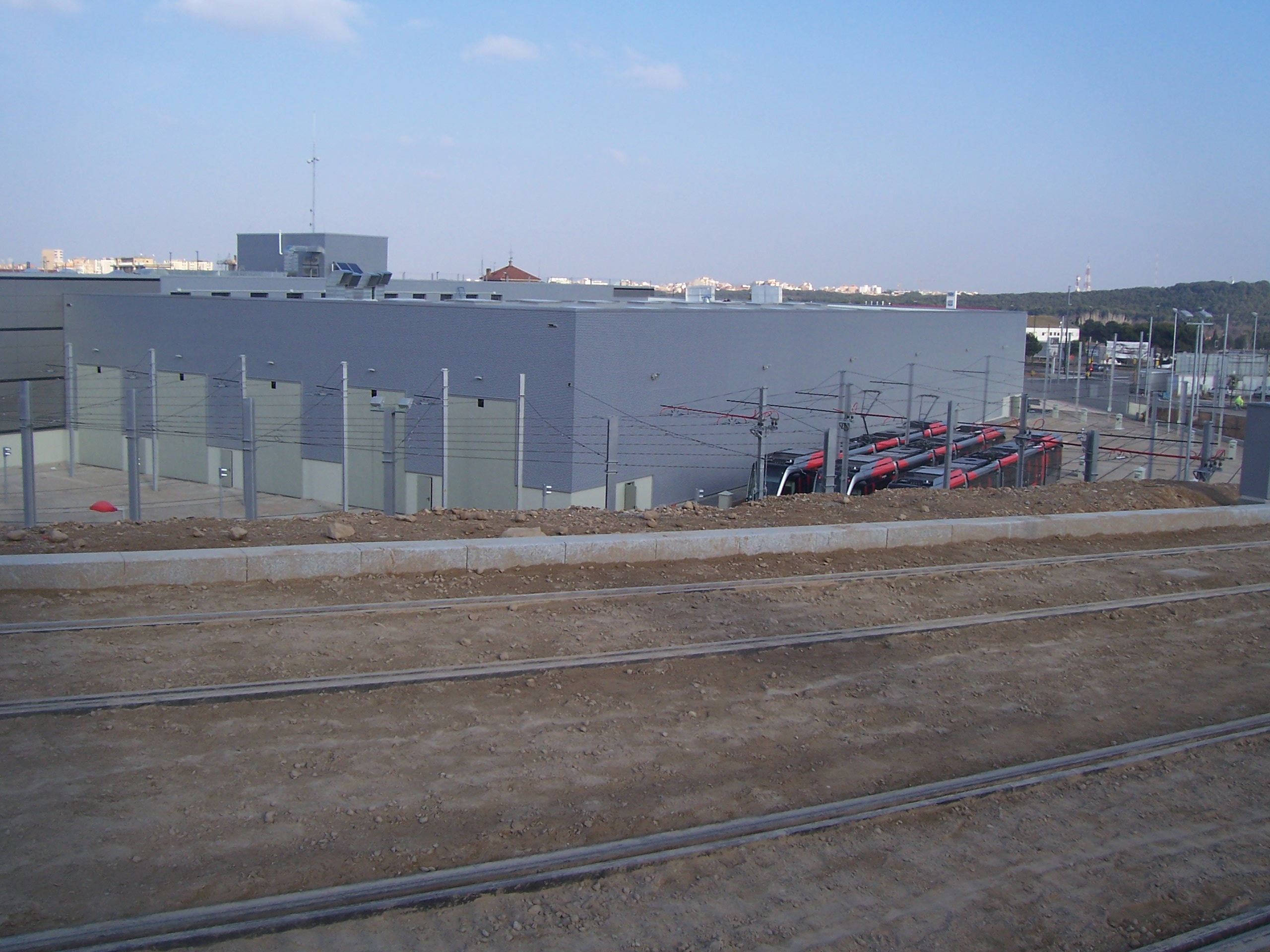
Cocheras de la línea 1, entre Argualas y Paseo de los Olvidados.
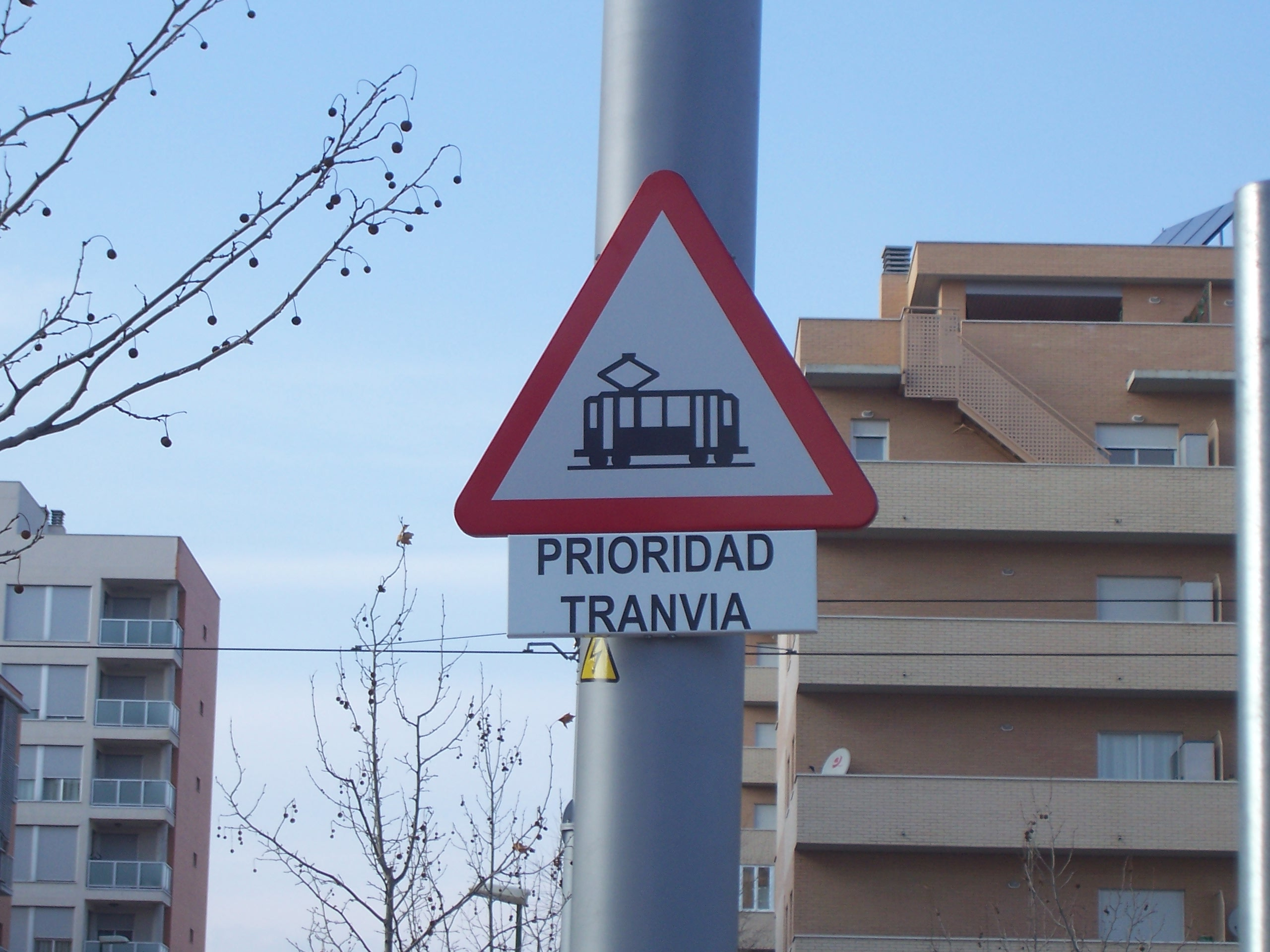
Señal que indica la prioridad del tranvía.
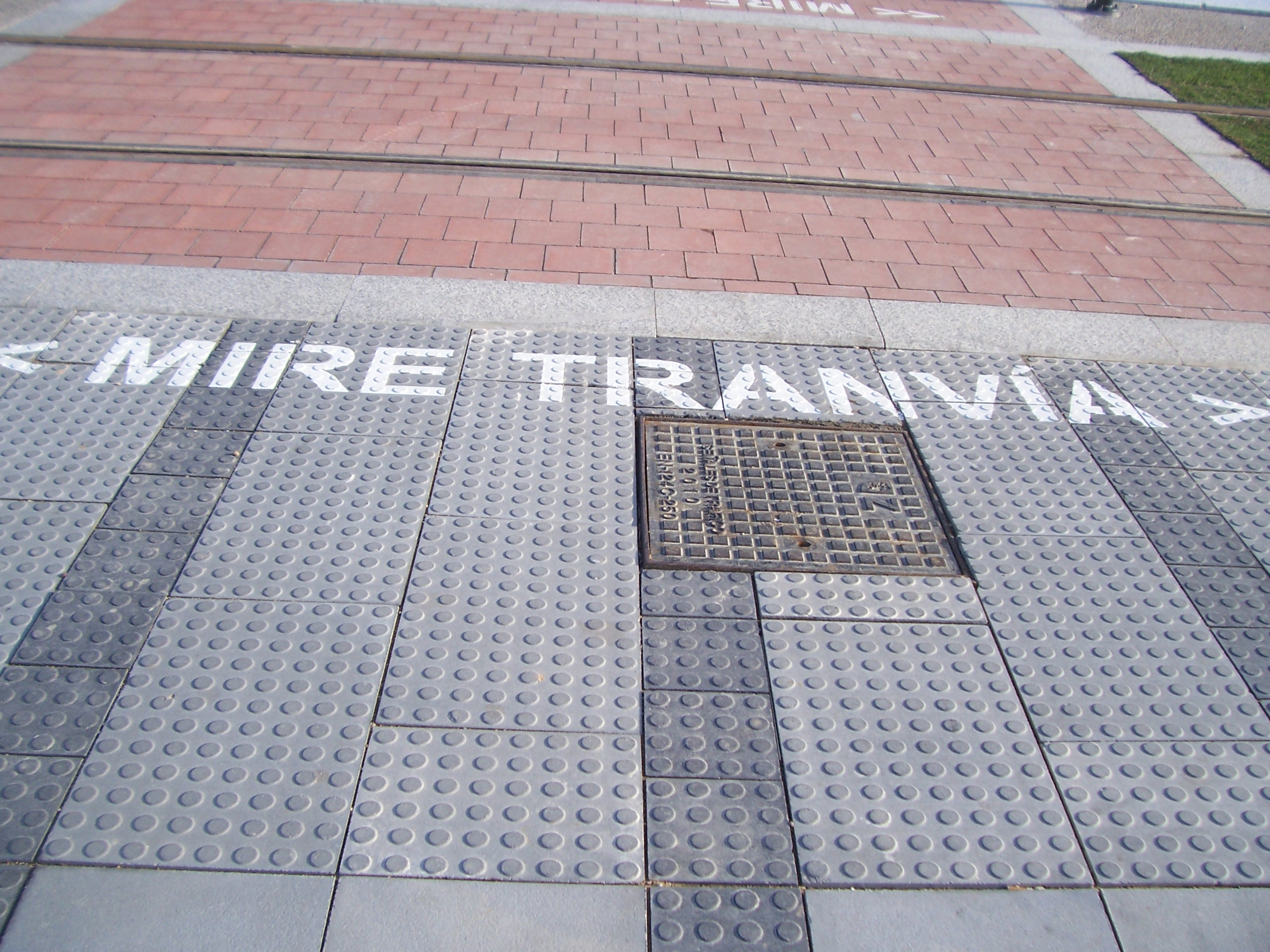
Paso de peatones sobre las vías.
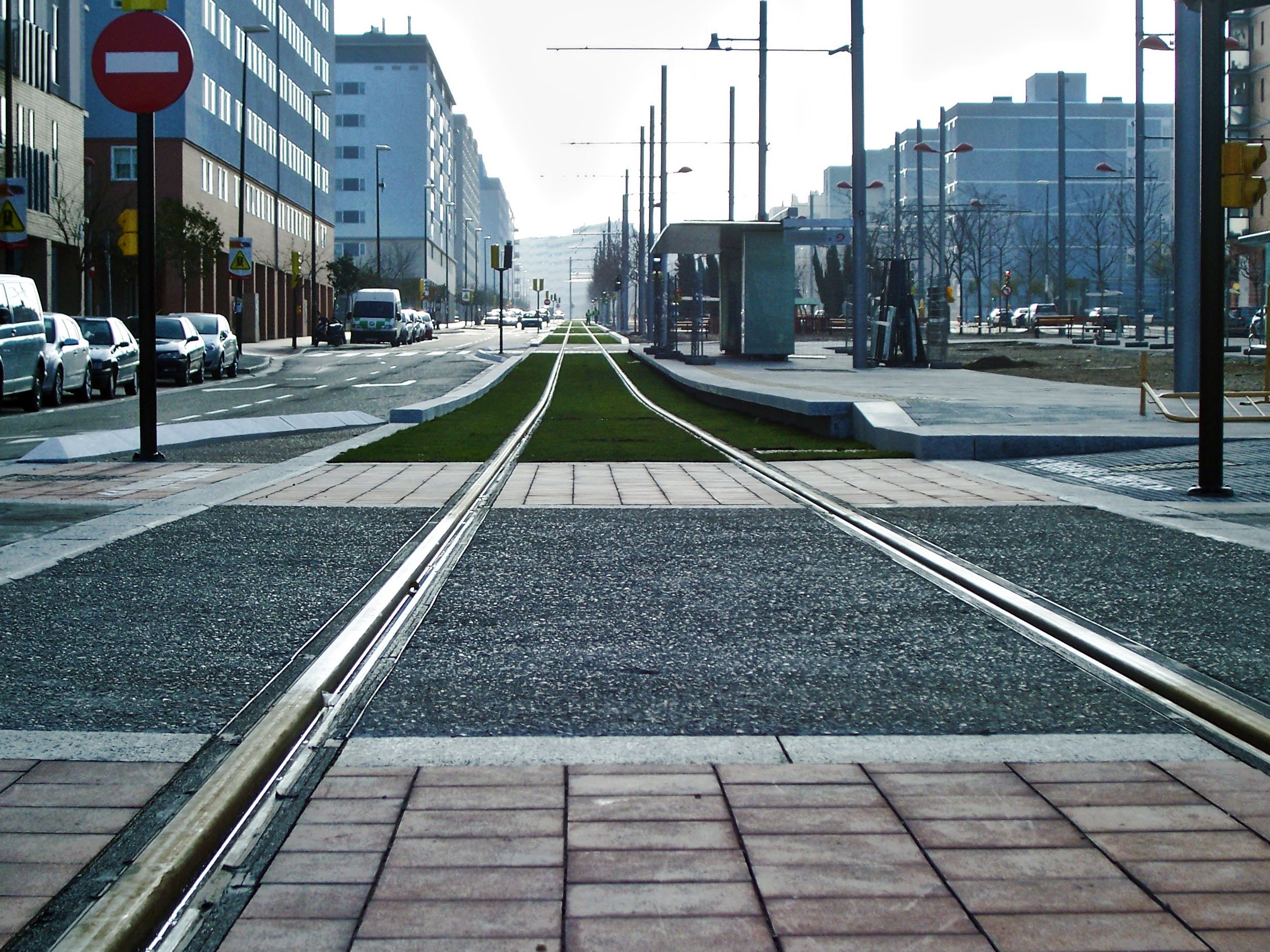
Vías en el Paseo de los Olvidados (Valdespartera).
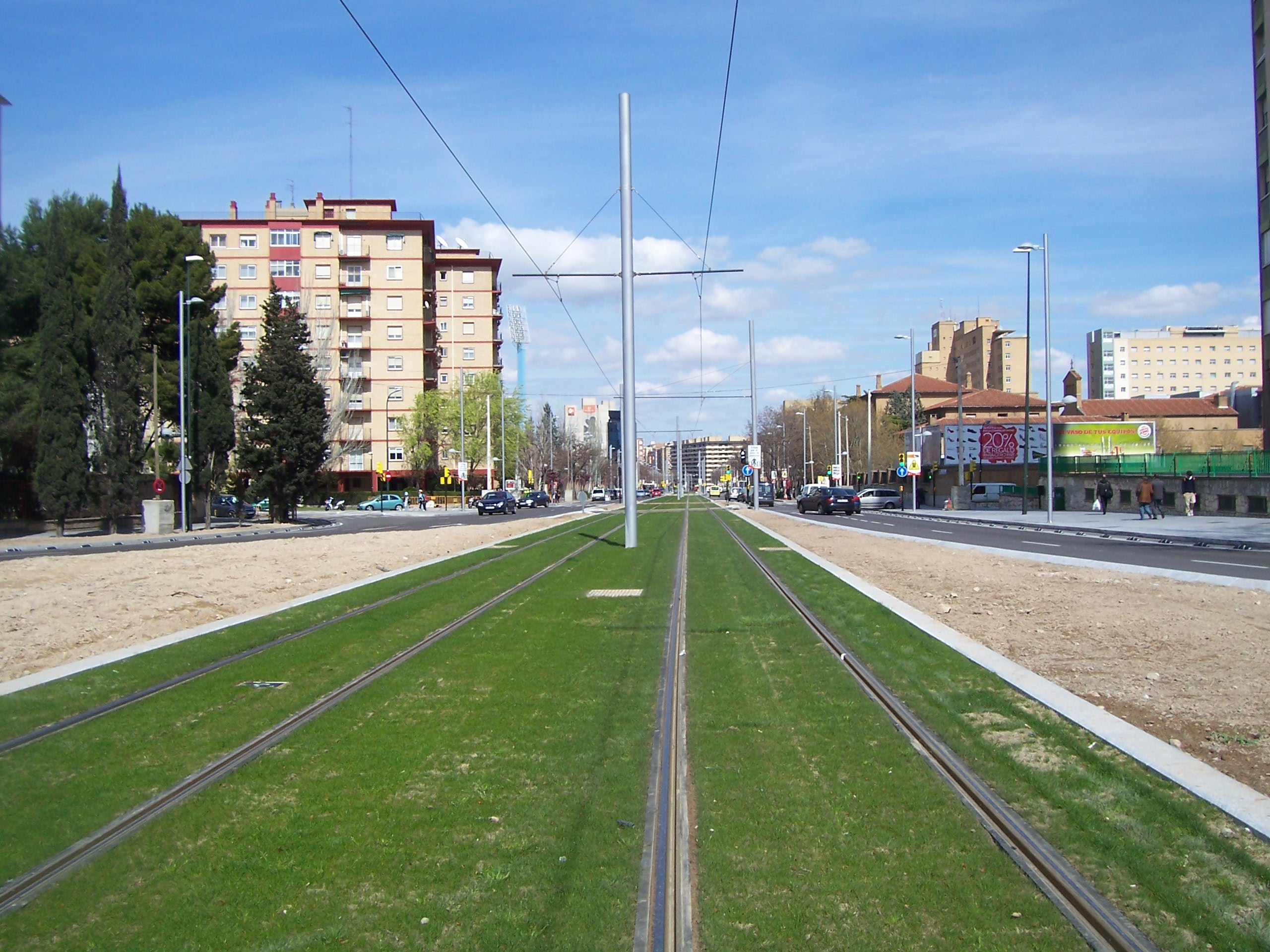
Vías en el Paseo de Isabel la Católica.